# جوع
الجوع هو الإحساس بالحاجة إلى الطعام وهو ينشأ في منطقة الوطاء ( تحت المهاد أو الهيبوثلامس ) وينشأ عن طريق مستقبلات في الكبد. ويبدأ إحساس الجوع بعد آخر وجبة بعشرة ساعات ويعتبر شعورا غير مريح وينتهي إحساس الجوع بتناول الطعام.

## آلية الحدوث
عندما يأكل الكائن الحي فإن الخلايا الدهنية تزيد إنتاج هرمون اللبيتين مما يؤدى إلى ارتفاع مستواه في الدم مما يقل إحساس الكائن الحى بالاحتياج للطعام وبعد ساعات من التوقف عن الطعام فإن نسبة الهرمون تقل بطريقة كبيرة مما يؤدى إلى ارتفاع نسبة هرمون الجريلين والذي بدوره يعيد الإحساس بالحاجة إلى الطعام

## آلام الجوع
تحدث تقلصات في المعدة بعد آخر وجبة بمدة تتراوح بين 12-24 ساعة ويستمر التقلص الواحد مدة تصل إلى 30 ثانية وتتلوه آلام الجوع لمدة 30-45 دقيقة ليختفى بعدها الجوع لمدة 30-150 دقيقة
ويؤدى الإحساس بالمشاعر الأخرى مثل الغضب والفرح إلى تثبيط الإحساس بالجوع ويزداد الإحساس بالجوع كلما نقصت نسبة السكر في الدم
وتصل آلام الجوع إلى أقصاها بعد 3 -4 أيام ثم تضعف بعد ذلك ولكنها لا تختفى وتقلصات المعدة تكون أقوى في السن الصغير من الشيخوخة

## السلوك الناتج
يؤدى الإحساس بالجوع إلى زيادة الحركة والنشاط في الحيوانات وحتى الإنسان ويظهر ذلك خلال النوم ويظهر جربوع الصحراء (الهامستر)نشاطا زائدا في عجلته عند إحساسه بالجوع أو احتياجه للماء أو فيتامين ب وهذا يزيد من قدرة الحيوان على إيجاد الطعام.

## إحصائيات
يموت بسبب الجوع في العالم فرد كل ثانية - 4000 كل ساعة - 100.000 كل يوم - 36 مليون كل عام (إحصاء 2001- 2004)